# Klaus-Dieter Sieloff
Klaus-Dieter Sieloff (Tilsit, 1942. február 27. – Stuttgart, 2011. december 13.) világbajnoki ezüst- és bronzérmes nyugatnémet válogatott német labdarúgó, hátvéd.

## Pályafutása

### Klubcsapatban
A Borussia Kiel csapatában kezdte a labdarúgást. 1954 és 1959 között az FV Rottweil 08, 1959 és 1960 között a VfB Stuttgart korosztályos csapataiban játszott. 1960. októberében mutatkozott be a Stuttgart első csapatában az Oberliga Süd küzdelmeiben és hamarosan a csapat meghatározó játékosa lett. 1969-ben szerződött a Borussia Mönchengladbach együtteséhez, ahol két bajnoki címet és egy német kupa győzelmet szerzett a csapattal. Tagja volt az 1972–73-as UEFA-kupa döntős együttesnek. 1974 és 1976 között az Alemannia Aachen, 1976–77-ben a TSG Backnang játékosa volt. Összesen 11 idényen át játszott a Bundesliga élvonalában. 1977-ben vonult vissza az aktív labdarúgástól és a Mercedes-Benz munkahelyi sportcsoportjának a vezetője lett.

### A válogatottban
1964 és 1971 között 14 alkalommal szerepelt a nyugatnémet válogatottban és öt gólt szerzett. Tagja volt az 1966-os világbajnoki ezüstérmes csapatnak Angliában és az 1970-es világbajnoki bronzérmes csapatnak Mexikóban.

## Sikerei, díjai
NSZK
- Világbajnokság
  - ezüstérmes: 1966, Anglia
  - bronzérmes: 1970, Mexikó

 Borussia Mönchengladbach
- Nyugatnémet bajnokság (Bundesliga)
  - bajnok: 1969–70, 1970–71
- Nyugatnémet kupa (DFB-Pokal)
  - győztes: 1973
- UEFA-kupa
  - döntős: 1972–73